# Szent Lélek Ispotály (Buda)
A Szent Lélek Ispotály a legjelentősebb kórház volt a középkori Budán, közelebbről Felhévízen. Az okmányok először a 14. század elején említik, mint a betegápolással foglalkozó Szent Lélek rend kolostorát. A rend a 16. századig kezelte az ispotályt, de a felügyeletet a budai tanács gyakorolta, amely egyik tagját bízta meg a gondnoki teendőkkel. Bár Felhévíz északi részén, a Malomtó felett (a mai Lukács fürdő közelében) épült, mégis Buda területéhez számították. I. János 1526 után hozzáfogott a bővítéséhez, királyi ispotálynak tekintette, amely ekkorra már valószínűleg nem tartozott a rendhez.